# In crastinum differo res severas
La locuzione latina In crastinum differo res severas, tradotta letteralmente, significa rimando a domani gli affari importanti. (Cornelio Nepote, Pelopida, III). Si tratta di una traduzione della frase di Plutarco «οὐκοῦν εἰς αὔριοντὰ σπουδαῖα», che sarebbe stata pronunciata da Archia di Tebe. Poco prima del suo assassinio ricevette una lettera che lo avvertiva della congiura contro di lui; ansioso di prendere parte al banchetto in cui doveva essere ucciso, rimandò l'apertura della missiva.
È la massima del gaudente che vorrebbe non aver mai preoccupazioni gravi e che si arresta davanti alle più piccole difficoltà. 